# Camponotus vestitus
Camponotus vestitus är en myrart som först beskrevs av Smith 1858.  Camponotus vestitus ingår i släktet hästmyror, och familjen myror.

## Underarter
Arten delas in i följande underarter:
- C. v. anthracinus
- C. v. bombycinus
- C. v. comptus
- C. v. intuens
- C. v. lujai
- C. v. pectitus
- C. v. perpectitus
- C. v. strophiatus
- C. v. vestitus